# Familia cometelor cvasi-Hilda
Familia cometelor cvasi-Hilda sau QHC (sigla în engleză pentru quasi-Hilda comet) este constituită dintr-un grup de comete care aparțin familiei cometelor jupiteriene. Definiția „quasi-Hilda comet” a fost  enunțată în 1979, de astronomul slovac Ľubor Kresák.

## Orbitele QHC
Cometele QHC au elemente orbitale foarte asemănătoare cu cele ale asteroizilor din Familia asteroizilor Hilda, la care caracteristica cea mai importantă este aceea că au perioadele în rezonanță 2:3 cu Jupiter. Excentricitatea medie e de 0,27, însă sunt și comete cu excentricitatea cuprinsă între 0,5 și 0,6. Valorile parametrilor lui Tisserand sunt cumprinse între 2,90 și 3,04.

## Comete cvasi-Hilda cunoscute
Aceste comete numerotate fac parte din familia cometelor cvasi-Hilda.
| Nome                       | Semiaxa majoră în U.A.                                                       | Excentricitate                                                               | Înclinație în grade                                                          | Parametrul lui Tisserand |
| -------------------------- | ---------------------------------------------------------------------------- | ---------------------------------------------------------------------------- | ---------------------------------------------------------------------------- | ------------------------ |
| 36P/Whipple                | 4,17                                                                         | 0,259                                                                        | 9,94                                                                         | 2,952                    |
| 39P/Oterma                 | 7,25                                                                         | 0,246                                                                        | 1,94                                                                         | 3,025                    |
| 74P/Smirnova-Chernykh      | 4,17                                                                         | 0,148                                                                        | 6,65                                                                         | 3,007                    |
| 77P/Longmore               | 3,60                                                                         | 0,358                                                                        | 24,40                                                                        | 2,860                    |
| 82P/Gehrels                | 4,14                                                                         | 0,124                                                                        | 1,13                                                                         | 3,027                    |
| 111P/Helin-Roman-Crockett  | 4,05                                                                         | 0,140                                                                        | 4,23                                                                         | 3,023                    |
| 117P/Helin-Roman-Alu       | 4,09                                                                         | 0,255                                                                        | 8,70                                                                         | 2,967                    |
| 129P/Shoemaker-Levy        | 4,09                                                                         | 0,188                                                                        | 3,08                                                                         | 3,014                    |
| 135P/Shoemaker-Levy        | 3,83                                                                         | 0,290                                                                        | 6,05                                                                         | 2,992                    |
| 147P/Kushida-Muramatsu     | 3,80                                                                         | 0,277                                                                        | 2,37                                                                         | 3,010                    |
| 212P/NEAT                  | 3,93                                                                         | 0,579                                                                        | 22,40                                                                        | 2,635                    |
| 215P/NEAT                  | 4,03                                                                         | 0,199                                                                        | 12,79                                                                        | 2,974                    |
| 228P/LINEAR                | 4,16                                                                         | 0,177                                                                        | 27,92                                                                        | 2,994                    |
| 231P/LINEAR-NEAT           | 4,02                                                                         | 0,247                                                                        | 12,33                                                                        | 2,958                    |
| 246P/NEAT                  | 4,01                                                                         | 0,287                                                                        | 15,99                                                                        | 2,914                    |
| 362P/(457175) 2008 GO98    | 3,96                                                                         | 0,281                                                                        | 15,57                                                                        | 2,927                    |
| 467P/LINEAR-Grauer         | 5,70                                                                         | 0,074                                                                        | 2,53°                                                                        | 2,999                    |
| D/1977 C1 Skiff-Kosai      | 3,85                                                                         | 0,259                                                                        | 3,20                                                                         | 3,011                    |
| D/1993 F2 Shoemaker-Levy 9 | Cometa nu mai există, în urma impactului cu planeta Jupiter, din iulie 1994. | Cometa nu mai există, în urma impactului cu planeta Jupiter, din iulie 1994. | Cometa nu mai există, în urma impactului cu planeta Jupiter, din iulie 1994. |                          |
| P/1996 R2 Lagerkvist       | 3,78                                                                         | 0,310                                                                        | 2,61                                                                         | 2,995                    |
| P/1999 XN120 Catalina      | 4,18                                                                         | 0,214                                                                        | 5,03                                                                         | 2,989                    |
| P/2010 H2 Vales            | 3,85                                                                         | 0,193                                                                        | 14,26                                                                        | 2,988                    |